# Greatest Hits (Dan Fogelberg)
| Recensione              | Giudizio |
| ----------------------- | -------- |
| AllMusic                | [ 3 ]    |
| Dizionario del Pop-Rock | [ 4 ]    |

Greatest Hits è una Compilation del cantautore folk rock statunitense Dan Fogelberg, pubblicato dall'etichetta discografica Full Moon Records nell'ottobre del 1982.

## Tracce

### LP
Lato A
Testi e musiche di Dan Fogelberg.
1. Part of the Plan – 3:17 – Tratto dall'album: Souvenirs (1974)
2. Heart Hotels – 4:14 – Tratto dall'album: Phoenix (1979)
3. Hard to Say – 3:58 – Tratto dall'album: The Innocent Age (1981)
4. Longer – 3:14 – Tratto dall'album: Phoenix (1979)
5. Missing You – 4:39 – Brano inedito

Lato B
Testi e musiche di Dan Fogelberg.
1. The Power of Gold – 4:27 – Tratto dall'album: Twin Sons of Different Mothers (1978)
2. Make Love Stay – 4:32 – Brano inedito
3. Leader of the Band – 4:15 – Tratto dall'album: The Innocent Age (1981)
4. Run for the Roses – 4:16 – Tratto dall'album: The Innocent Age (1981)
5. Same Old Lang Syne – 5:17 – Tratto dall'album: The Innocent Age (1981)

## Musicisti
Part of the Plan
- Dan Fogelberg - chitarra acustica, chitarra elettrica, pianoforte, organo, voce
- Joe Walsh - chitarra acustica, chitarra elettrica, chitarra a 12 corde
- Russ Kunkel - batteria
- Kenny Passarelli - basso
- Joe Lala - timbales, congas
- Graham Nash - armonie vocali
- Joe Walsh - produttore

Heart Hotels
- Dan Fogelberg - voce solista, accompagnamento vocale-coro, chitarra elettrica, pianoforte, pianoforte elettrico
- Tom Scott - lyricon, sassofono
- Norbert Putnam - basso
- Andy Newmark - batteria
- Russ Kunkel - congas
- Dan Fogelberg, Norbert Putnam e Marty Lewis - produttori

Hard to Say
- Dan Fogelberg - voce, chitarra solista, chitarra ritmica, chitarra acustica
- Mike Utley - pianoforte elettrico
- Tom Scott - sassofono tenore
- Norbert Putnam - basso
- Russ Kunkel - batteria, congas, timbales
- Glenn Frey - armonie vocali
- Dan Fogelberg e Marty Lewis - produttori

Longer
- Dan Fogelberg - voce, chitarra acustica
- Jerry Hey - flicorno
- Gayl Levant - arpa
- Dan Fogelberg, Norbert Putnam e Marty Lewis - produttori

Missing You
- Dan Fogelberg - voce solista, chitarra acustica, chitarra elettrica, sintetizzatore Prophet 5, accompagnamento vocale-coro
- Norbert Putnam - basso
- Joe Vitale - batteria
- Joe Lala - percussioni
- Mike Hanna - pianoforte, sintetizzatore
- Sid Sharp - concertmaster
- Dan Fogelberg - arrangiamento strumenti ad arco
- Registrazioni effettuate al The Bennett House di Franklin (Tennessee) ed al Sunset Sound di Hollywood (California)
- Dan Fogelberg e Marty Lewis - produttori

The Power of Gold
- Dan Fogelberg - voce, pianoforte, chitarra elettrica, chitarra acustica, percussioni
- Tim Weisberg - flauti
- Norbert Putnam - basso
- Jim Keltner - batteria
- Joe Lala - congas
- Don Henley - armonie vocali
- Florence Warner - accompagnamento vocale, cori
- Dan Fogelberg e Tim Weisberg - produttori

Make Love Stay
- Dan Fogelberg - voce solista, chitarra acustica, chitarra elettrica, accompagnamento vocale-coro
- Kenny Passarelli - basso
- Russ Kunkel - batteria, congas
- Mike Hanna - tastiere
- Al Garth - sassofono soprano
- Sid Sharp - concertmaster
- Dan Fogelberg e Glen Spreen - arrangiamento strumenti ad arco
- Registrato al Sunset Sound di Hollywood, California
- Dan Fogelberg e Marty Lewis - produttori

Leader of the Band
- Dan Fogelberg - voce, chitarra acustica
- Brass Quintet - strumenti a fiato
- Glen Spreen - arrangiamento strumenti a fiato
- Dan Fogelberg e Marty Lewis - produttori

Run for the Roses
- Dan Fogelberg - voce solista, pianoforte, basso, accompagnamento vocale
- Al Perkins - chitarra pedal steel
- Jimmie Fadden - armonica
- Russ Kunkel - batteria
- Dan Fogelberg e Marty Lewis - produttori

Same Old Lang Syne
- Dan Fogelberg - voce solista, pianoforte, basso, pianoforte elettrico, accompagnamento vocale
- Michael Brecker - sassofono soprano
- Russ Kunkel - batteria
- Dan Fogelberg e Marty Lewis - produttori

Note aggiuntive
- Henry Diltz - foto copertina album
- Mastering effettuato al A&M Recording Studios di Hollywood, California da Bernie Grundman[6]

## Classifica
Album
| Anno | Classifica    | Posizione raggiunta |
| ---- | ------------- | ------------------- |
| 1982 | Billboard 200 | 15                  |

Singoli
| Anno | Titolo del brano | Classifica         | Posizione raggiunta |
| ---- | ---------------- | ------------------ | ------------------- |
| 1982 | Missing You      | Billboard Hot 100  | 23                  |
| 1983 | Make Love Stay   | Billboard Hot 100  | 29                  |
| 1982 | Missing You      | Adult Contemporary | 6                   |
| 1983 | Make Love Stay   | Adult Contemporary | 1                   |